# Cleidion ramosii
Cleidion ramosii är en törelväxtart som först beskrevs av Elmer Drew Merrill, och fick sitt nu gällande namn av Elmer Drew Merrill. Cleidion ramosii ingår i släktet Cleidion och familjen törelväxter.
Artens utbredningsområde är Filippinerna.

## Underarter
Arten delas in i följande underarter:
- C. r. lanceolatum
- C. r. ramosii